# Scratch
|  | Per a altres significats, vegeu «Scratch (desambiguació)». |

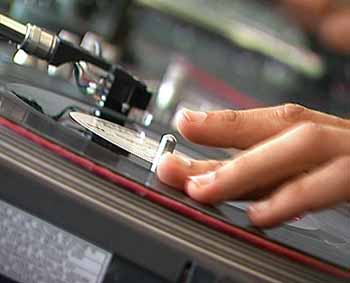
Scratching

L'scratch o scratching és una tècnica utilitzada pels discjòqueis de hip-hop i música electrònica entre altres estils, que consisteix a moure un disc de vinil cap endavant i cap endarrere sobre el plat del tocadiscs per a crear un efecte semblant al de ratllar el disc i que, ben utilitzat, ajuda a construir ritmes i frases melòdiques. Alguns instruments de música electrònica incorporen un comandament giratori circular per a imitar aquest efecte.
En la música hip hop s'utilitza per a donar velocitat, o per a trossos de cançó on un discjòquei diu una frase, i així s'hi dona intensitat i s'hi remarca el que diu.